# Krzyżownica gorzka

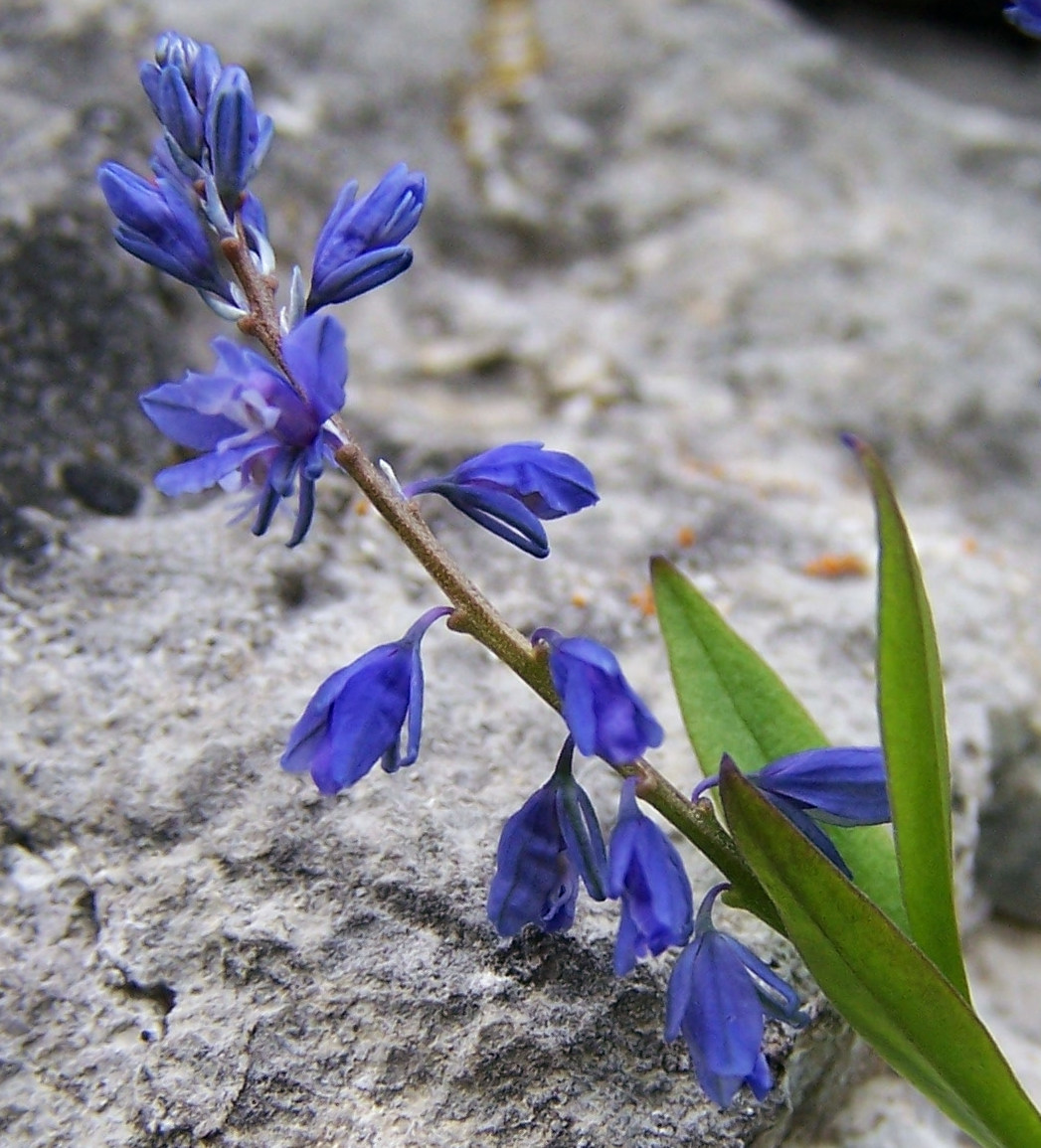
Kwiaty krzyżownicy gorzkiej górskiej

Krzyżownica gorzka, krzyżownica górska (Polygala amara L.) – gatunek rośliny wieloletniej należący do rodziny krzyżownicowatych. Występuje w Karpatach i na Wyżynie Małopolskiej. Na obszarze swojego występowania jest dość pospolita.

## Morfologia
PokrójNiska roślina darniowa tworząca luźne darnie o wysokości 6-20 cm. Darń składa się z licznych różyczek liściowych i niezbyt licznych pędów kwiatowych. Cała roślina ma gorzki smak.
LiścieLiście różyczkowe o odwrotnie jajowatym kształcie, zaokrąglonych końcach i zwężających się klinowato nasadach. Mają szerokość od 1.5-2 razy większą od szerokości liści łodygowych. Wyrastające skrętolegle liście łodygowe mają lancetowaty kształt i są bezogonkowe, wyższe liście mają zaostrzone końce.
KwiatyZebrane w grono w górnej, bezlistnej części łodygi. Wyrastają na krótkich szypułkach i są intensywnie niebieskie lub ciemnoniebieskie. Korona składająca się z 5 prawie wolnych płatków, o rurce dużo krótszej od wolnej części płatków. Skrzydełka z 3 podłużnymi nierozgałęzionymi nerwami i mocno postrzępionych czółenkach. Nitki pręcików są całkowicie zrośnięte. Jeden słupek z pojedynczą szyjką. Dolne znamię tej szyjki znajduje się na krótkiej łatce.
OwocTorebka o podobnej szerokości, jak skrzydełka korony.

## Biologia i ekologia
- Bylina. Kwitnie od maja do września. Kwiaty równoczesne, zapylane przez błonkówki.
- Siedlisko: suche zbocza, hale górskie, naskalne murawy, szczeliny skalne. Preferuje podłoże wapienne i miejsca suche i słoneczne. W Tatrach górski podgatunek – krzyżownica gorzka górska występuje od regla dolnego po piętro halne. Chamefit. W klasyfikacji zbiorowisk roślinnych gatunek charakterystyczny dla Ass. Phyteumo-Trifolietum.[3]
- Liczba chromosomów 2n= 28[4]

- W górach występuje podgatunek krzyżownica gorzka górska (syn. krzyżownica górska) Polygala amara L. subsp. brachyptera (Chodat) Hayek, syn. P. brachyptera (Chodat) Hayek)[5].